# لغة الزهور

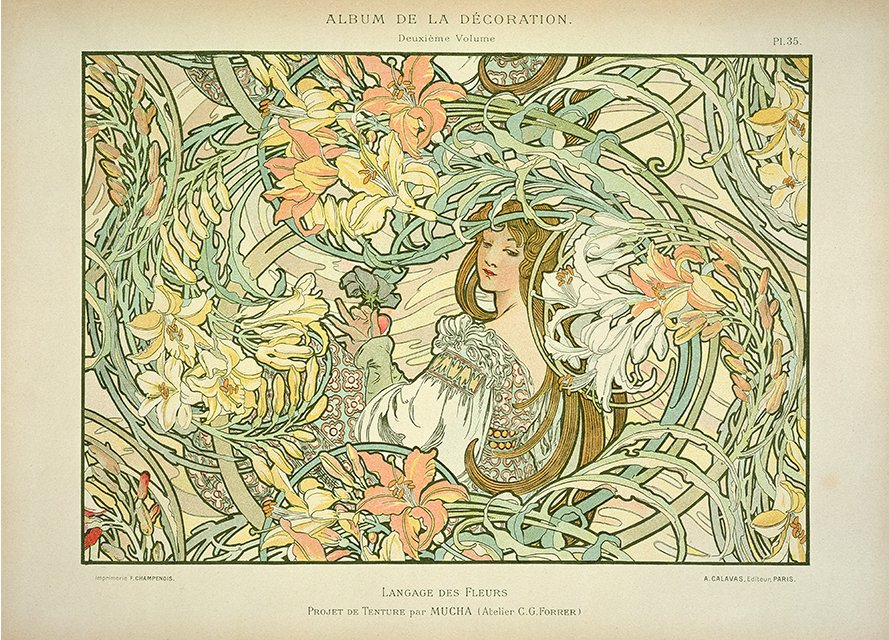
رسم "لغة الزهور" للفنان ألفونسو موتشا (1900)

لغة الزهور أو ما تسمى أحيانًا بفلوريوقرافي هي وسيلة اتصال مشفرة تعمل باستعمال الزهور أو تنسيقها. تم نسب المعاني للزهور منذ آلاف السنين، وتم تداول بعض أشكال لغة الزهور في بعض الثقافات التقليدية في كل من أوروبا وآسيا والشرق الأوسط. تُستخدم النباتات والزهور كرموز في الكتاب العبري المقدس وخصوصًا كرمز للحب والمحبين في سفر «نشيد الأنشاد»  وكشعار لبني إسرائيل  ولنزول المسيح وليسوع المسيح في العهد الجديد. أما في الثقافة الغربية فنسب وليم شكسبير معاني رمزية للزهور خاصة في هاملت وأمير الدنمارك. ازداد الاهتمام بلغة الزهور في العصر الفكتوري والولايات المتحدة خلال القرن التاسع عشر، وتم استخدام هدايا من الزهور والنباتات وخصوصًا تنسيق الزهور لارسال رسائل مشفرة للمستقبل، سامحة للمرسل أن يعبر عن مشاعره التي لم يستطع أن يصرح بها في مجتمع العصر الفكتوري. غالبًا مايتبادل أفراد المجتمع الفكتوري المزودين بمعجم الزهور «باقات الزهور الناطقة» الصغيرة التي تدعى بالأكاليل أو توسي موسيز والتي يمكن ارتداءها أو حملها كحليّ.

## التاريخ

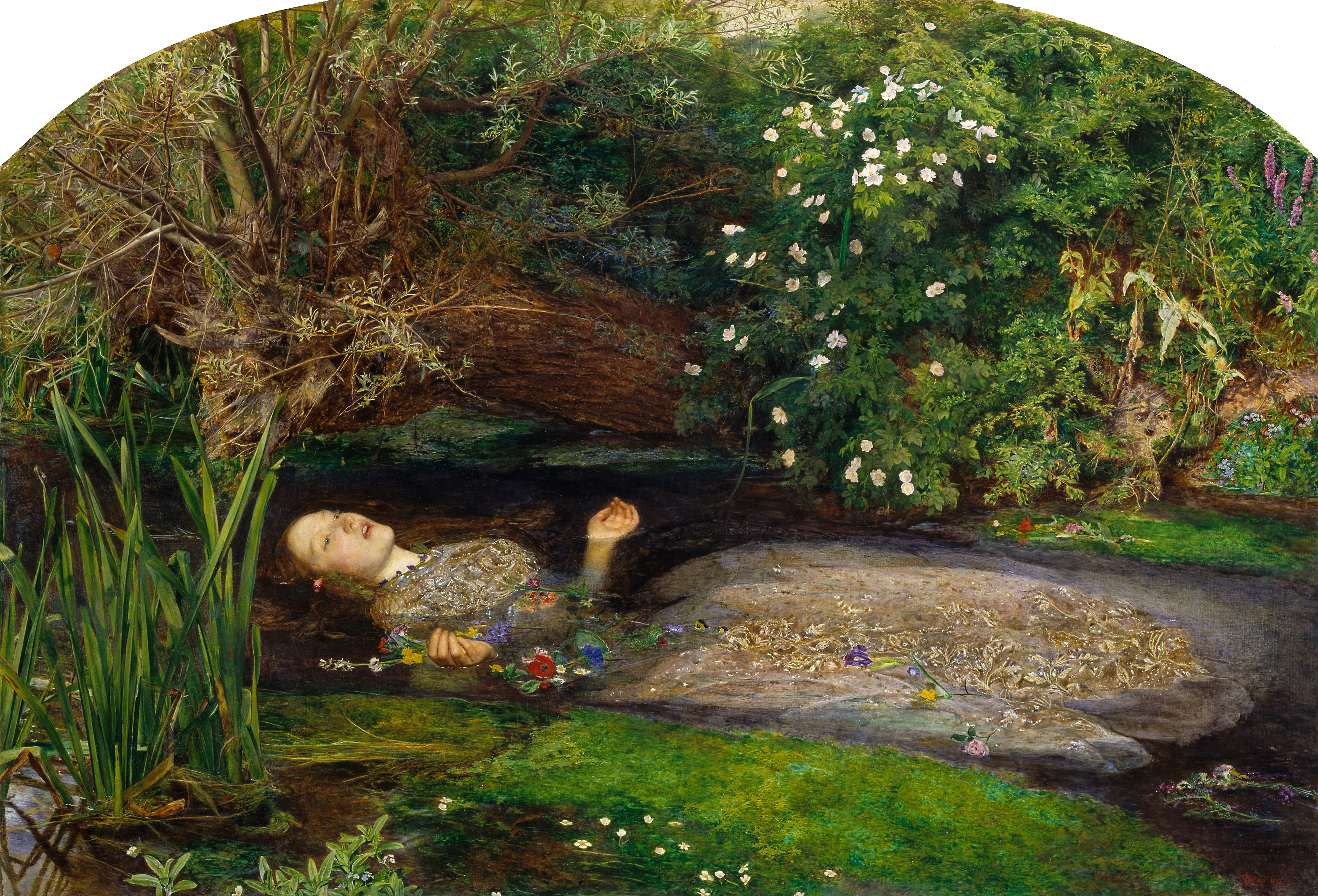
أوفيليا بريشة جون إيفرت ميليه سنة 1852. لغة الزهور قوية جداً في هذه اللوحة. متحف تيت لندن.

نبع اهتمام العصر الفكتوري الحديث بلغة الزهور من العصر العثماني وخصوصًا بلاط ملك القسطنطينية وهوسه بزهرة الخزامى خلال النصف الأول من القرن الثامن عشر. ازدهر استخدام أفراد المجتمع الفكتوري للزهور كوسيلة خفية للتواصل بجانب اهتمامهم المتزايد بعلم النبات. عرّف شخصان بصيحة لغة الزهور لأوروبا، وهما: ماري وورتلي مونتياغو المرأة الإنجليزية (1762-1689) التي أحضرتها لإنجلترا عام 1717 وأوبري دي لا موتراي (1743-1674) والتي قامت بتعريف اللغة للبلاط الملكي السويدي عام 1727. ظهرت أول قائمة منشورة لجوزيف هامر بكستال وهيDictionnaire du language des” fleurs«عام 1890 حيث تنسب الزهور لمعاني رمزية بينما ظهر أول معجم للغة الزهور عام 1819 عندما كتب لويس كورتامبرت»La langage des Fleurs"" تحت قلم باسم «مدام تشالوت دو لا تور». كانت لغة الزهور شعبية في فرنسا بين 1850-1810, بينما كانت شعبية في إنجلترا أثناء العصر الفكتوري (تقريبًا 1880-1820) وأيضًا في الولايات المتحدة بين 1850-1830. حفز كتاب لا تور صناعة النشر وخصوصًا في فرنسا وانجلترا وأمريكا ولكن أيضًا في بلجيكيا وألمانيا ودول أوروبية أخرى كما في جنوب أفريقيا. أصدر ناشرو هذه الدول مئات الطبعات من كتب لغة الزهور خلال القرن التاسع عشر. وتضمنت معاجم الزهور البريطانية كلا من معجم هنري فلبس Floral Emblems الذي تم نشرة عام 1825 ومعجم فريدريك شوبرل The Language of Flowers الذي تضمن رسومات شعرية والذي تم نشره عام 1834 وقد كان شوبرل محرر Forget Me Not السنوية الشعبية من عام 1822 إلى 1834. كان رابرت تياس كاتب آخر عن الزهور وكان أيضًا ناشرًا ورجل دين إنجليزيًا مشهورًا وعاش من عام 1811 حتى عام 1879 وقد تم نشر كتابه The Sentiment of Flowers أو، Language of Flora في عام 1836 وطباعته خلال الأربعينات من القرن الثامن عشر وقد تم وصف كتابه بالنسخة الإنجليزية من كتاب تشارلوت دي لا تور.

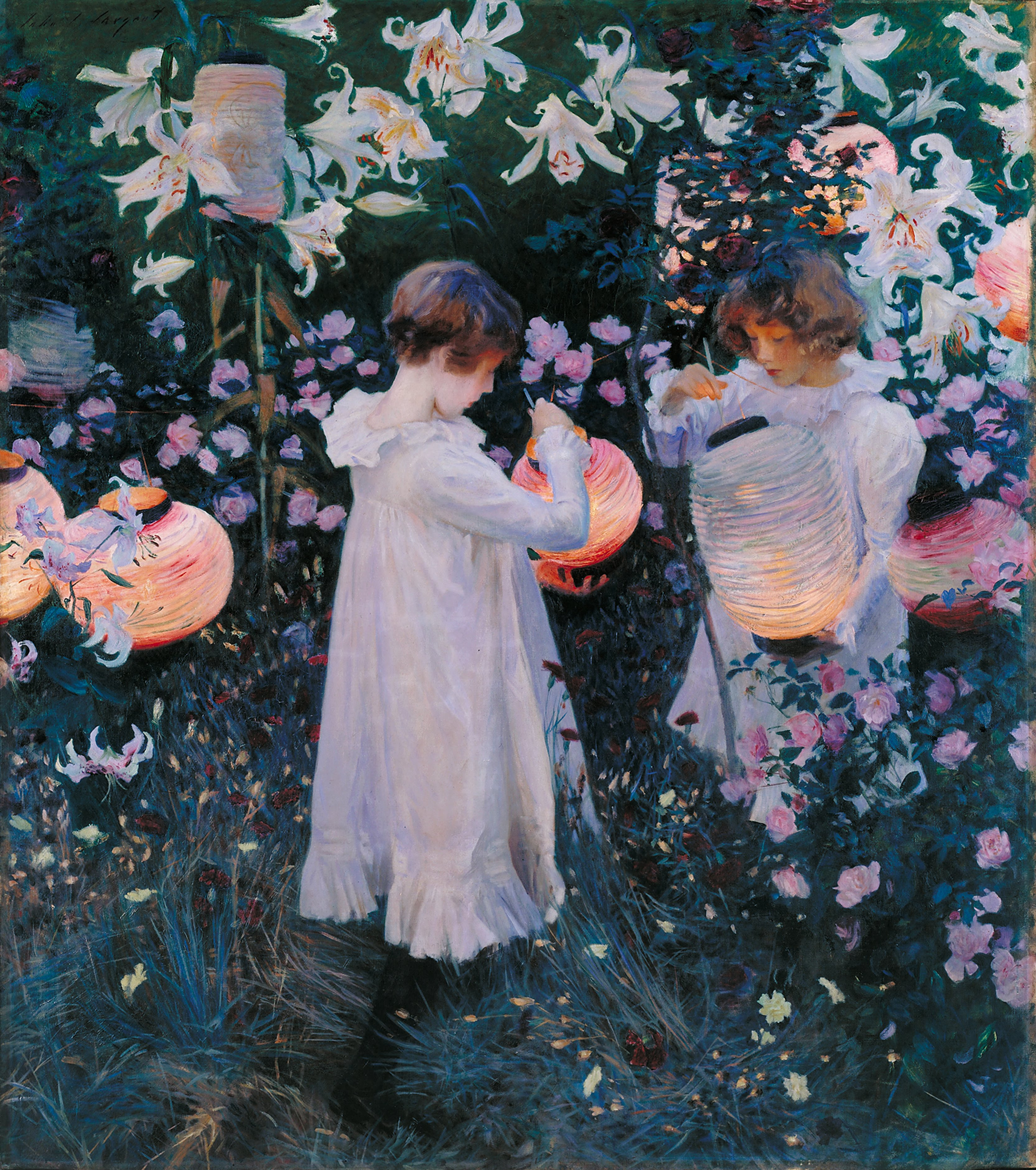
قرنفل، زنبق، زنبق، ورد بريشة جون سينجر سارجنت بين 1885-1886. عرضت وما تزال تعرض في متحف تيت مذ عام 1897.

كانت طبعة روتلج The Language of Flowers واحدة من أكثر الكتب المعروفة في مجال لغة الزهور والذي زينته كايت قرينوي حيث كان أول تاريخ نشر له عام 1884 وقد استمرت طباعته حتى هذا اليوم. وفي الولايات المتحدة، كان أول ظهور لطبعة لغة الزهور في كتابات الروائي الأمريكي ذو الأصول الفرنسية قصطنطين صاموئيل رافانسك الذي كتب مقالات خاصة مستمرة تحت عنوان The School of Flora من عام 1827 حتى عام 1828 في العامود الأسبوعي مساء السبت وكاسكت الشهري أو مايسمى بزهور الأدب ووِت وسنتيمنتل. تضم هذه الأجزاء النباتات وأسماءها الإنجليزية والفرنسية ووصف للنبتة وشرحًا لمعناها اللاتيني ومعناها بلغة الزهور أيضًا. شدت لغة الزهور انتباه أشهر الكاتبات والمحررات في تلك الأيام أثناء فترة ذروة لغة الزهور في أمريكا. حررت المحررة ذات الباع الطويل سارا جوزيف هالا لمجلة ليديز والمشاركة في تحرير كتاب قوديز ليديز تفسير الزهور في عام 1832 واستمرت طباعته خلال الستينات من القرن الثامن عشر. كتبت كاثرن إتش وترمان إسلنق قصيدة طويلة بعنوان «لغة الزهور» والتي كان أول ظهور لها في عام 1839 في كتابها الخاص للغة الزهور Flora’s Lexiconواستمرت طباعتها خلال الستينات من القرن الثامن عشر. وضمت المحررة وكاتبة الروايات والشاعرة وكاتبة المسرحيات لوسي هوبر العديد من قصائد الزهور في كتاب السيدة للزهور والشعر والذي كان نشره عام 1841. كما نشر الشاعر فرانسيس سارجينت أوسقود صديق إدجر ألان بو The Poetry of Flowers and Flowers of Poetry في عام 1841 وقد استمرت طباعته خلال الستينات من القرن الثامن. حرر أيضًا أوسقود كتاب كهدية مميزة وهو The Floral Offering في عام 1847. كانت سارة كارتر إدجارتون مايو الكاتبة للعديد من كتب الزهور والمحررة المساعدة للدورية العالمية الشهرية The Ladies’ Repository في بوستن من عام 1839 حتى عام 1842، وقد كان أول نشر لكتابها The Flower Vase عام 1844. كما حررت أيضًا كتاب Fables of Flora في عام 1844 وكتاب The Floral Fortune Teller في عام 1846 سي. إم. كيرتلاند هي على الأرجح كارولاين ماتيلدا كيركلاند وهي محررة لمجلة Union Magazine of Literature and Art منذ عام 1847 حتى عام 1851 وللموحدين Christian Inquirer الأسبوعية منذ 1847 حتى 1852. وقد نشر عام 1848 وتم مواصلة طباعة كتاب كركلاند Poetry of Flowers على الأقل حتى عام 1886. فقد كان واحدا من أشمل الكتب ويتضمن 522 صفحة تحتوي على معجم حصري وعددًا من قصائد الزهور.

## المعاني
تختلف أهمية النسب لزهرة محددة في الثقافة الغربية فلدى كل زهرة معاني متعددة تقريبًا، مسجلة في المئات من معاجم الزهور ولكن المعنى الذي تم الإجماع عليه للزهور الشائعة قد ظهر.
عادة ما يستمد التعريف من شكل النبتة نفسها أو من أدائها. مثلا، يمثل نبات السنط أو النبتة الحساسة العفة، وهذا بسبب أن نبات السنط تغلق أوراقها أثناء الليل أو إذا تم لمسها. وكذلك تم ترميز وردة الروز الحمراء الداكنة ذات الأشواك بدم المسيح وللحب الرومانسي العميق، بينما كان يُعتقد أن زهرة الروز ذات البتلات الخمس أنها توضح جروح صلب المسيح الخمسة المقدسة. وتمثل زهور الروز الوردية عاطفة أقل، حينما أن الروز يشير للعفة والفضيلة والروز الأصفر يمثل الصداقة والإخلاص. وترتبط زهور الروز السوداء (في الحقيقة هي حمراء ذات درجة داكنة جدا) بالسحر الأسود.

## لغة الزهور في الأدب
استخدم كل من وليم شكسبير وجين أوستن وتشارلوت وإيميلي برونت وأبناء الكاتب فرنسيس هوجسون برنيت، من بين الآخرين، لغة الزهور في كتاباتهم. استخدم شكسبير الكلمة «زهرة» أكثر من 100 مرة في مسرحياته وسونتاته. . وقد ذكر وشرح في هاملت وأوفيليا المعاني الرمزية لكل من زهور الثالوث وروزماري والشمر وزهرة الحوض ونبتة السذاب وزهرة الربيع وزهرة البنفسج. وفي مسرحية حكاية الشتاء، تمنى الأميرة بيرديتا أنها تمتلك زهرة البنفسج والنرجس والربيع لتصنع باقات لصديقاتها. وقد نشرت فينيسا ديفيتبوف رواية قد حصلت على أفضل المبيعات في نيويورك تايمز، وهذه الرواية تتركز على لغة الزهور وإضافة إلى معجم زهورها.

## لغة الزهور في الفن
لدى العديد من الكنائس الإنجليكية في إنجلترا لوحات أو نحوت أو نوافذ الزجاج الملون للرموز المسيحية، المصورة للمسيح وهو مصلوب وحاملًا زهرة الزنبق. وأحد الأمثلة هو نافذة في كنيسة الثالوث المقدسة في الواقعة في لونق ميلفورد، سوفولك في إنجلترا، المملكة المتحدة. وقد صور الفكتوريين لماقبل الرافيليتس وهم عبارة عن مجموعة من الرسامين والشعراء في القرن التاسع عشر والذين يهدفون لإحياء فنٍ أرقى في أواخر فترة القرون الوسطى، الفكرة الكلاسيكية للجمال الرومنسي. وهؤلاء الفنانين يبجلون أيدلوجية تصوير المرأة مركزين على الطبيعة والأخلاق واستخدام الأدب والأساطير فتحتل الزهور ذات الرموز مكانة بارزة في الكثير من أعمالهم. وقد استخدم جون إيفرت ميلياس مؤسس «إخوان ماقبل الرافليت Pre Raphaelite Brotherhood» زيتًا ليصنع قطعًا مملوءة بالعناصر الطبيعية وغنية بلغة الزهور. تُصور لوحته أوفيليا (1852) تُظهر غرق شخصية المحدق بالنجوم لشكسبير والطافح وسط الزهور الذي وصفته في القانون الرابع والمشهد الخامس لهاملت. وقد أمضى الفنان الإدواردي جون سنقر سارجنت الكثير من الوقت في الرسم في الهواء الطلق في ريف إنجلترا وكان يستخدم في أغلب الأحيان رموزًا ذات أشكال الزهور. حدث أول نجاح لسارجنت في عام 1887 وكان ذلك باقلرنفل والزنبق والزنبق والروز وهي قطعة كبيرة مرسومة في مكان ما في الهواء الطلق وهي عبارة عن شابتين يشعلان الفوانيس في حديقة إنجليزية.